# 莫妮卡·法格霍尔姆
莫妮卡·克里斯蒂娜·法格霍尔姆（瑞典語：Monika Kristina Fagerholm；1961年2月26日—），芬兰瑞典族作家。

## 生平与创作
法格霍尔姆曾在赫尔辛基大学学习心理学和文学，并在1987年学士毕业。同年她发表了处女作短篇小说集《Sham》。1990年她发表了短篇小说集《帕特丽西娅》（瑞典語：Patricia）。
她的真正意义上的成名作是1994年发表的小说《海滩上的可爱女人》（瑞典語：Underbara kvinnor vid vatten），当年该小说就得到了芬兰文学奖的提名。1995年她凭借该书获得了鲁内贝里奖和图书感谢奖章。该书也得到了瑞典奥古斯特奖的提名。该书被翻译至9种语言，并在1998年改编成电影。
1998年法格霍尔姆发表了她的第二部小说《女范》（瑞典語：Diva）。之后她花了六年时间才完成下一部小说《美国女孩》（瑞典語：Den amerikanska flickan）。2005年凭借该书她获得了奥古斯特奖。光在瑞典该书的销售量达15万本。2006年该书的电影改编权被买断。之后该书也被两家剧院改编成戏剧演出。
法格霍尔姆的第四部小说《闪光屏》（瑞典語：Glitterscenen）发表于2009年。该书是《美国女孩》的独立的续集。法格霍尔姆的下一部作品是2012年出版的《上下颠倒的洛拉》（瑞典語：Lola uppochner），该书后来改编成电视剧。2019年她发表了小说《谁杀死了斑比？》（瑞典語：Vem dödade bambi?），该书的主题是轮奸及其后果。法格霍尔姆凭借该书获得了2020年的托兰德奖和北欧理事会文学奖。
法格霍尔姆也曾获得过多个奖项及表彰。在1995、1999及2005年她获得过芬兰瑞典族文化协会颁发的文学奖。2009年秋季她得到了芬兰政府为期五年的艺术家奖学金。2010年她获得了芬兰雄狮文化勋章。2013年她获得了国家文学奖。2016年她获得了瑞典学院北欧奖，其奖金为40万瑞典克朗。